# DHL貨機巴格達遇襲事件
DHL貨機巴格達遇襲事件是一宗發生於2003年11月22日的空中意外事件，一架剛由巴格達國際機場起飛、機身編號OO-DLL的DHL空中巴士A300B4-203F型貨機，遭到地面上的伊拉克民兵以肩射式的苏製SA-14地對空飛彈襲擊。左翼中彈後的DHL貨機在不久之後完全失去液壓而無法有效控制飛機上的各種飛行介面，三名機組人員只得靠著調整兩具引擎的推力勉強維持機身穩定並安全降落在巴格達國際機場。這架DHL貨機是有史以來第一架完全失去液壓控制卻還能安然降落的大型民航機，除了三名機組人員都獲得航空界相關單位的高度表揚外，也連帶地促使各國政府與航空產業開始研究在民航機上裝置反飛彈設備的可行性，以及研發可以完全不靠液壓系統就能安全將飛機降落的新技術。

## 事件經過

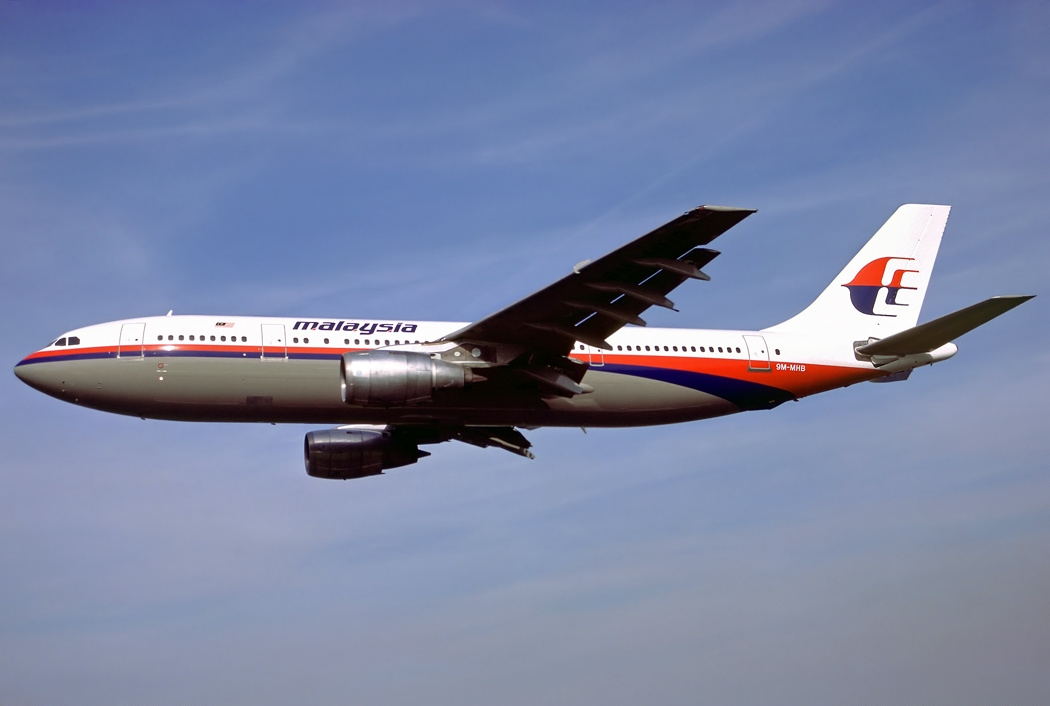
遇袭的貨機OO-DLL原本是一架1979年12月出廠的空中巴士A300B4客機，在1995年之前以9M-MHB的機身編號在马来西亚航空服務。1988年5月攝於德國萊姆韋爾德機場。

2003年11月22日，一架隸屬於歐洲航空運輸公司（European Air Transport，這家比利時的貨運航空公司是DHL的空運代操作廠商）、編號OO-DLL的空中巴士A300B4-203F型雙引擎貨機，由機長艾瑞克·甘諾特（Eric Gennotte，38歲，比利時人，擁有3300小時的飛行經驗，其中1786小時在空中客車A300上飛行）、副機長史提夫·密歇森（Steeve Michielsen，29歲，比利時人，擁有1275小時的飛行經驗，其中有199小時在空中客車A300上飛行）與飛航工程師馬利歐·羅菲爾（Mario Rofail，54歲，蘇格蘭人，擁有13400小時的飛行經驗，其中有1709小時在空中客車A300上飛行）駕駛，在完成了將郵件遞送給駐伊美軍官兵的任務之後，自巴格達國際機場起飛，欲飛往巴林國際機場。當飛機起飛並爬升到約8,000英尺（2,400米）的空中時，一群在地面上的伊拉克民兵發射了一枚俄製SA-14肩射式地對空飛彈（在事件發生後美國軍方原本公佈襲擊DHL貨機的是一枚較老舊的9K32（SA-7）型飛彈，但事後一卷由隨行伊拉克民兵的法國記者所拍攝，由法國《新觀察家雜誌》（Le Nouvel Observateur）所披露的現場影帶，證實民兵所發射的是其較先進的改良版本SA-14）。飛彈擊中空中巴士貨機的左翼，將翼身結構撕裂了約5公尺的長度，除了造成左翼油槽漏油失火之外，也連帶破壞了機翼內全部共三條的液壓管線。在飛機剛遭飛彈擊中時，機組人員原本誤以為是飛機的左引擎有異常狀況，但所有儀表讀數都保持正常，一會兒之後由於液壓油自受損處洩漏，整架飛機的液壓突然失靈，而地面人員也在此時通知機組人員，飛機的左翼拖著一條火光與濃煙，才發現事態嚴重。
由於失去液壓，空中巴士貨機上的所有飛行操作介面全部失靈，飛機開始進入危險的起伏運動（Phugoid motion）狀態——在這種狀態下飛機的機首會因為空氣阻力的關係自然地開始上揚導致飛機爬升，直到角度過大之後因為推力不足速度逐漸降低，最後導致機翼升力不足接近失速，機首突然劇烈地向下開始俯衝，並在俯衝的過程中增加空速；直到速度增加到一個程度機翼能夠產生足夠的上浮力之後，才有辦法將下墜的飛機拉回，並開始進入下一次的上揚爬升階段，重複循環。幸運的是，機長想起1989年蘇城空難中，當時聯合航空的駕駛員們就是利用調整控制引擎的推力輸出，而控制住因為意外的故障事件而完全失去液壓的DC-10客機，因此與副駕駛合力利用節流閥的調整穩住了貨機的不穩動態，並嘗試先將飛機繞回巴格達國際機場再試圖迫降。
根據法國媒體攝得的影帶證實，伊拉克民兵在DHL貨機返回機場途中，曾發射過第二枚飛彈想要擊落該班機但沒有成功。DHL貨機在降落前進行了一次重力拋甩（Gravity drop）將失去液壓無法正常放下的機輪放至定位，此舉差點造成飛機失速墜毀，但當機組人員掙扎地將飛機的動態拉回之後，卻意外發現起落架已放下的A300貨機，其實比起落架放下之前還好操控（可能是原本阻力不均）。DHL的機組人員原本打算將貨機降落在機場的33號右跑道，但卻因為繞行的圈子太小沒能爭取到足夠的下降距離而被迫放棄，重新繞圈。
第二次他們爭取到更長的距離讓飛機緩緩降落，並且鎖定33號左跑道，在這段期間美國陸軍出動了多架直昇機幫忙護航與觀察情況，但受損班機的控制還是只能由機上的三名組員自力完成。當飛機在降低到400呎不到的高度時，遭遇到沙漠地區常見的激烈地面風吹襲而導致偏航，再加上為了保持機首足夠的仰角不致於失速墜毀，機長被迫以比標準降落速度高出許多的300節空速進場，結果導致貨機在接觸到跑道地面之後煞停不及，過高的降落速度造成起落架過度的負荷而在滑行中途斷裂，貨機也偏離跑道中線滑至跑道外的沙地中直到靜止。三名機組人員在飛機停住後成功逃出，但卻被趕來救援的機場消防人員告知，飛機停止的沙地區域有大量的地雷，並且在費了一番功夫之後才將他們安全帶離危險地區。

## 無液壓降落
在DHL貨機遭襲一案之前，航空史上最有名的民航機完全失去液壓的意外事件，就是1989年的蘇城空難，墜毀於美國愛阿華州蘇城的聯合航空232號班機雖然勉強地飛抵機場，卻還是在跑道上失控翻覆，111人不幸喪生，但所幸尚有184人獲救。而DHL貨機在遇襲後迫降巴格達成功，則成為有史以來第一個安全降落、沒有任何人員傷亡的無液壓降落事件。
聯合航空的退休機長艾爾·海恩斯（Al Haynes）是1989年蘇城事件生還者之一，他曾在巴格達貨機遇襲事件發生前的幾個月，前往比利時布魯塞爾參加一場航空安全相關的研討會，擔任其中一位演講者。很巧的是出事的DHL貨機機長也曾經參加過該場研討會，因此得知了一些關於飛機在失去液壓時該如何挽救的資訊，這些訊息間接的成為他們能將貨機迫降成功的要素之一。

## 事後
由於三名機組人員的英勇表現，飛航安全基金會在2004年11月16日頒給了三人代表航空界最高榮譽之一的專家獎，在事件發生後擁有20年飛行經驗的飛航工程師羅菲爾也帶著完美的職業紀錄申請退休。但是對於此事件並非所有的評價都是正面的，雇主DHL在事後受到不少苛責，認為他們不該在未提供給機組人員危險加給的情況下，要求旗下組員飛至被列為危險區的伊拉克境內。受損的A300貨機，則是在經修復後於2005年出售。
DHL貨機遇襲的事件，讓各國的航空安全主管單位再度注意到飛機在飛行中失去液壓的危險性。而原本曾經因為此類意外事件發生機率過低、被認為不合乎經濟效益而被擱置的推力控制飛機（Propulsion-Controlled Aircraft，PCA）之開發研究也再度受到重視，配備有這種技術的飛機能夠在完全不靠液壓控制飛航介面的情況下，利用電腦精密地控制飛機引擎的推力，而達到改變飛行姿勢的目的甚至能靠這技術安全降落。除了PCA之外，民航機遭到輕型地對空武器的襲擊也讓各國政府與航空業界意識到恐怖主義對航業的威脅無所不在，因此美國國土安全部就已與承包廠商簽約，進行民航機專用的反飛彈自衛系統之發展，嘗試以紅外線或脈衝干擾的方式，破壞輕型對空武器避免自機受到攻擊。目前已經有包括澳洲航空與新加坡航空在內的幾家航空公司，表明會在未來於自家班機上裝設這類防衛性的安全設備。

### 液壓系統受損導致的事故
- 日本航空123號班機空難：因为不当维修造成客机在空中损坏失去液压，在机组人员尝试控制住飞机但失败之后坠毁。並且因為救援遲緩而導致机上仅剩4人生还，也是航空史上单一一架飞机的空难中死伤最惨重的意外。
- 日本航空792號班機事故：起飛後液壓系統故障，同時制動系統損壞，致使飛機返航虹橋機場後衝出跑道，導致27人受傷。
- 蘇城空難：第一宗大型民航機在完全失去液壓控制情況下迫降失敗，但仍有大量生還者的事故。

### 遭飛彈攻擊的事故
- 冷战期间苏联攻击民用机事件列表
- 西伯利亞航空1812號班機空難
- 伊朗航空655號班機空難
- 马来西亚航空17号班机空难

### DHL公司的其他航空事故
- 烏伯林根空難
- 2024年維爾紐斯DHL空難

### 影片
- 國家地理頻道《空中浩劫第三季第二集－巴格达惊魂》（National Geography Channel - Mayday, Air Crash Investigation - Season 3, Episode 2 - Attack Over Baghdad）（備註：實際上為第五集，因該季中有穿插「Crash Scene Investigation」，而於本集之前有MS Express Samina沉船意外、Hinton鎮火車相撞事故與日本航空123號班機，共3集）

### 外部網站
- Spacewar.com（页面存档备份，存于）（英文）
- USA Today（页面存档备份，存于）（英文）
- 飛航安全基金會（頒獎資訊）（英文）
- PCA推力控制飛機技術（NASA）（页面存档备份，存于）（英文）
- 空難網，DHL貨機遇襲事件介紹頁（附有受損貨機照片集）（页面存档备份，存于）（英文）
- Airliners.net—事故飛機照片（页面存档备份，存于）